# Simulium riograndense
Simulium riograndense es una especie de insecto del género Simulium, familia Simuliidae, orden Diptera.
Fue descrita científicamente por Py-Daniel, Souza & Caldas, 1988.